# سامودد
سامودد (به لاتین: Samoded) یک روستا در روسیه است.